# Sven Schipplock
Sven Schipplock (Reutlingen, Alemania, 8 de noviembre de 1988) es un futbolista alemán que juega en el VfB Stuttgart II de la Regionalliga Südwest de Alemania.
El 30 de octubre de 2010 Schipplock hizo su debut en la Bundesliga con el primer equipo del VfB Stuttgart en un encuentro contra el VfL Wolfsburgo.

## Clubes
| Club                     | País     | Año       |
| ------------------------ | -------- | --------- |
| SSV Reutlingen           | Alemania | 2007-2008 |
| VfB Stuttgart II         | Alemania | 2008-2010 |
| VfB Stuttgart            | Alemania | 2010-2011 |
| TSG 1899 Hoffenheim      | Alemania | 2011-2015 |
| Hamburgo S. V.           | Alemania | 2015-2018 |
| SV Darmstadt 98 (cedido) | Alemania | 2016-2017 |
| Arminia Bielefeld        | Alemania | 2018-2021 |
| VfB Stuttgart II         | Alemania | 2021-     |